# Beverachtigen
Beverachtigen (Castoridae) zijn een familie van sciuromorphe en sciurognathe knaagdieren die verwant zijn aan de uitgestorven families Eutypomyidae en Rhizospalacidae. Ze behoren tot de Castorimorphi. Het zijn bijna allemaal grote, sociale knaagdieren die zijn aangepast aan een leven in het water. Tegenwoordig leeft er nog slechts één geslacht, de bevers (Castor), die voorkomen in Noord-Amerika en Europa.

## Indeling
De familie omvat de volgende geslachten en levende soorten:
- Eocastoroides†
- Migmacastor†
- Onderfamilie Castoroidinae†
  - Geslacht Steneofiber†
  - Geslacht Neatocastor†
  - Geslacht Asiacastor†
  - Geslacht Youngofiber†
  - Geslacht Trogontherium†
  - Geslacht Eucastor†
  - Geslacht Schreuderia†
  - Geslacht Dipoides†
  - Geslacht Boreofiber†
  - Geslacht Romanocastor†
  - Geslacht Zamolxifiber†
  - Geslacht Procastoroides†
  - Geslacht Castoroides†
  - Geslacht Paradipoides†
- Onderfamilie Castorinae
  - Geslacht Agnotocastor†
  - Tribus Capacikalini†
    - Geslacht Capacikala†
    - Geslacht Pseudopalaeocastor†

  - Tribus Castorini
    - Subtribus Euhapsina†
      - Geslacht Fossorcastor†
      - Geslacht Euhapsis†

    - Subtribus Castorina
      - Geslacht Propalaeocastor
      - Geslacht Paleomys
      - Geslacht Palaeocastor
      - Geslacht Hystricops
      - Geslacht Bevers (Castor)
        - Canadese bever (Castor canadensis)
        - Bever (Castor fiber)